# كولور تي في غيم
كولور تي في غيم (بالإنجليزية: Color TV Game)‏) هو عبارة عن سلسلة من أجهزة ألعاب الفيديو المنزلية المخصصة تم تصنيعها من قبل نينتندو عام 1977.